# Judith Drake
Pour les articles homonymes, voir Drake.

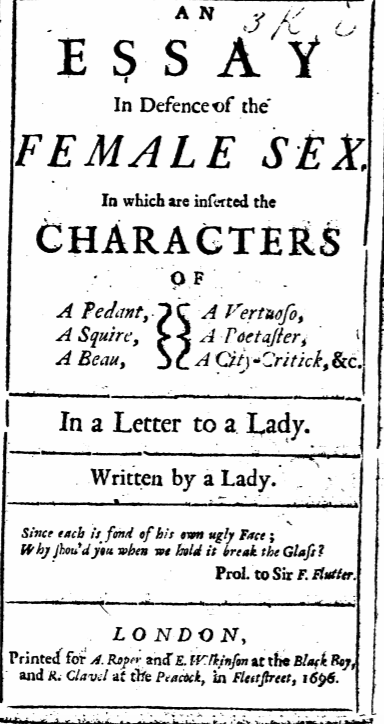
Page de couverture de An Essay in Defence of the Female Sex de Judith Drake, 1696

Judith Drake (fl.  1670s-1723) est une intellectuelle et autrice anglaise active durant les dernières décennies du XVIIe siècle. Elle est reconnue pour son essai protoféministe An Essay in Defence of the Female Sex (Essai sur la Défense du Sexe Féminin), publié en 1696.

## Biographie
Elle fait partie d'un cercle d'intellectuelles, d'autrices et de philosophes incluant notamment Mary Astell, Lady Mary Chudleigh (en), Elisabeth Thomas (en), Elizabeth Elstob et Lady Mary Wortley Montagu. Elle est mariée à James Drake (en), médecin et pamphlétaire.

## Œuvres

### Contexte
Quand Judith Drake et les autres intellectuelles de son cercle commencent à écrire, elles sont encore une minorité et on considère généralement que les femmes n'ont rien d'intéressant à dire. À la suite d'un récent assouplissement de la censure sur les livres imprimés, quelques femmes saisissent cette opportunité de publier des ouvrages traitant des relations entre les genres. Du fait de leurs efforts ainsi que de la montée de l'alphabétisation des femmes, le monde littéraire entre dans un débat au sujet des femmes.
C'est dans ce contexte que Judith Drake publie, en 1696, An Essay in Defence of the Female Sex, reconnu comme un essai protoféministe.
Il n'y a pas d'autre œuvre de Judith Drake qui nous soit parvenue. Cependant, il est possible qu'elle ait, comme beaucoup de femmes de son temps, publié d'autres ouvrages sous pseudonyme.

## An Essay in Defence of the Female Sex
Cet essai est publié sous le titre complet : An Essay in Defence of the Female Sex, In Which are Inserted the Characters of a Pedant, a Squire, a Beau, a Vertuoso, a Poetaster, a City-Critick, &C., in a letter to a lady.  Publié à Londres par Roper et Elizabeth Wilkinson en 1696, l'autrice y est seulement désignée comme « a Lady ». Pendant plusieurs années, cette œuvre est attribuée à Mary Astell, contemporaine de Judith Drake et autrice, entre autres, de A Serious Proposal to the Ladies. Cependant, Judith Drake est aujourd'hui reconnue comme l'autrice de ce texte, selon un catalogue d'Edmund Curll paru après 1741, où elle est listée comme l'autrice de cet essai et parce que la deuxième édition du texte inclut un poème de James Drake dédié à l'autrice.
An Essay in Defence of the Female Sex est écrit sous la forme d'une lettre à une amie. Il prétend être inspiré par une conversation entre plusieurs gentlemen et ladies. Judith Drake pose d'abord le cadre rationaliste qui servait à l'époque à expliquer l'infériorité intellectuelle des femmes, en utilisant l'Essai sur l'entendement humain de John Locke. Elle démontre ensuite que cette vision rationaliste est dépassée et qu'à l'époque moderne les femmes pourraient tirer bénéfice d'une plus grande connaissance. Seuls deux ouvrages utilisant ce type d'argument rationaliste avaient été utilisés comme argument féministe avant elle, et un seul d'entre eux avait été écrit en anglais. À côté de ses arguments rationnels, Judith Drake esquisse également de nombreux stéréotypes masculins: le Pédant (the Pedant), l'Écuyer de campagne (the Country Squire), le Marchand de nouvelles (the News-monger), le Tyran (the Bully), le Critique de Ville (the City-Critick), le Beau (the Beau), etc.  Elle se sert de ces portraits pour rappeler à ses lecteurs que les hommes aussi ne sont pas toujours rationnels.

L'argument final de Judith Drake implique la « nouvelle science » de l'époque. Elle s'entretient avec des médecins, qui lui expliquent leurs recherches en anatomie et les travaux sur le corps humain qui ne démontrent aucune différence physique entre les hommes et les femmes dans aucune des parties du corps liée à l'esprit ou ayant une influence sur celui-ci. Judith Drake donne aussi des exemples tirés de la nature, où les animaux mâles et femelles montrent une intelligence identique dans leurs actions : 

« There is no difference betwixt Male and Female in point of Sagacity »

— Judith Drake, An Essay in Defence of the Female Sex
.
En étudiant les différences de comportement entre les diverses classes sociales, elle ajoute que le niveau socioéconomique est davantage susceptible d'engendrer des différences au niveau de l'intelligence des personnes, que leur genre : Un homme et une femme avec le même bagage sont plus similaires dans leurs capacités que deux hommes, où l'un serait un riche gentleman et l'autre un pauvre fermier. 
À partir de ses conclusions portant sur les capacités de l'intelligence féminine, Judith Drake suggère que les femmes ont peut-être été créées avec un corps plus faible (the weaker vessel) parce qu'elles sont supposées se dédier à la réflexion, quand les hommes, plus forts, sont destinés à l'action. Partant de ce principe, elle en conclut que certains emplois, comme la comptabilité, qui impliquent des capacités mentales mais aucun travail physique, pourraient être exercés par des femmes. En combinant les idées tory et la philosophie de Locke, Judith Drake propose une vision des rôles sociaux au début des Lumières dans laquelle les femmes peuvent participer à améliorer la société incertaine de l'époque.
La plupart des théories de Judith Drake sont similaires à celles des autres autrices féministes de son époque. Avant tout, son texte énonce la préoccupation principale des femmes de son époque : leur éducation. Mais elle dénonce également la servitude des femmes, notamment dans le cadre du mariage, où le rôle d'une femme est avant tout de servir son époux et d'œuvrer pour les intérêts de celui-ci, motif qui sera notamment par repris ensuite par Mary Astell et Mary Chudleigh. Ainsi, dans An Essay in Defence of the Female Sex, elle affirme :

« Women, like our Negroes in our western plantations, are born slaves, and live prisoners all their lives »

— Judith Drake, An Essay in Defence of the Female Sex

### Réception
Juith Drake est attaquée par Jonathan Swift, Susanna Centlivre et Colley Cibber.